# I've Had Enough
Pistes de Quadrophenia
Is It in My Head? 5:15
I've Had Enough est la dixième chanson (et la dernière du premier disque, puisqu'il s'agit d'un double album) de l'opéra-rock Quadrophenia des Who, paru en 1973.
Le morceau a été enregistré aux Olympics Studio de Londres, en mai 1972.

## Caractéristiques et description
L'auteur de la chanson, Pete Townshend, s'exprime sur son thème :
« Jimmy "dérape" quand il voit une fille qu'il aimait particulièrement avec un de ses amis. Dans un état désespéré de frustration, il fracasse son scooter et décide d'aller à Brighton où il avait passé du bon temps avec ses amis, à poursuivre les Rockers et à manger du fish and chips. »
Le morceau débute par une introduction à la batterie. Les premières phrases, chantées par Roger Daltrey, s'adressent à Jimmy, le personnage central de l'opéra-rock. Elles décrivent son impression d'avoir été trompé, par ses amis notamment. Les lignes suivantes, chantées par Pete Townshend, proviennent de Jimmy lui-même. Vient ensuite le thème de la chanson Love, Reign o'er Me, chanté par Daltrey. Celui-ci chante ensuite un couplet plus "doux", où Jimmy exprime son malaise.

## En concert
La seule interprétation en live du vivant de Keith Moon de I've Had Enough date du 28 octobre 1973. Elle n'a plus été rejouée avant 1996.

## Sources
- Notes sur l'album et les chansons